# Кнідарії
Кніда́рії (або жалкі́, лат. Cnidaria) — тип тварин, що об'єднує приблизно 9 000 видів, які мешкають у водних, переважно морських середовищах.

## Морфологія

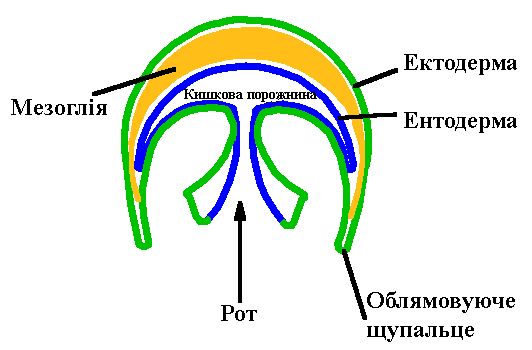
Схема будови кнідарій

Свою назву цей тип отримав від жалких клітин — кнідоцитів, що є характерною ознакою, притаманною всім представникам типу (за вкрай нечисельними винятками, де вони редуковані).
Кнідарії є найпростішими організмами із тканинним рівнем організації. Вони еволюційно перші, у кого клітини організовано в справжні тканини. Усі кнідарії структурно являють собою двошарові «мішечки». Зовнішній шар клітин, або ектодерма (епідерміс), уміщує кнідоцити — жалкі́ клітини, які є характерною ознакою типу. Внутрішня тканина — ентодерма (гастродерміс), вистилає кишкову порожнину, котра у деяких кнідарій може бути розгороджена септами (як у класі Anthozoa), або розгалужена на кілька каналів, які входять всередину щупальців (як у класі Scyphozoa). Між епідермісом та гастродермісом знаходиться мезоглея — шар желеподібної речовини, яка вміщує розсіяні поодинокі клітини та колагенові волокна. Ротовий отвір часто, але не обов'язково, оточено щупальцями.

## Систематика
Кнідарії являють собою досить важкий об'єкт для систематики. Через дуже просту морфологію вони мають небагато ознак, корисних для розрізнення таксонів. До того ж викопні рештки кнідарій, що не мають жорсткого скелета, дуже нечисленні, хоча корали та інші скелетовані кнідарії у викопних матеріалах представлені досить добре. Але останнім часом крім палеонтологічних та порівняно-морфологічних методів для систематики кнідарій застосовується і молекулярно-філогенетичний аналіз, що дає дуже цікаві результати.
Донедавна традиційно вважалося, що найбільш примітивними кнідаріями є гідроїдні поліпи (Hydrozoa). Але останні дослідження, зроблені за допомогою молекулярного аналізу, довели, що Anthozoa (корали та актинії) є найбільш примітивною та спільною предковою формою для всіх інших представників цього типу. Їх об'єднує також те, що це єдині кнідарії, що не мають стадії медузи в життєвому циклі. Це збігається і з наявними палеонтологічними даними щодо еволюційної історії кнідарій, але для остаточної побудови їх філогенетичного дерева та з'ясування шляхів еволюції потрібні додаткові дослідження.
Раніше кнідарій об'єднували з реброплавами (Ctenophora) у тип кишковопорожнинних, але зараз їх розглядають як окремі типи. Тим не менше, консенсусною є думка про те, що в будь-якому разі кнідарії та реброплави є близько спорідненими. Найбільшу кількість характеристичних ознак у систематиці кнідарій знайдено в структурі життєвих циклів його представників. Наприклад, клас Гідроїдні характеризується розвитком медузи бічним брунькуванням з поліпа, сцифоїдні — формуванням медуз шляхом стробіляції всього поліпа, а клас Кубомедузи — метаморфозою всього поліпа в медузи.

## Палеонтологічні відомості
Раніше вважалося, що серед найдревніших викопних тварин, яких знаходять у нашаруваннях вендського періоду, є багато кнідарій. Зараз більшість вчених вважає, що ці організми (вендобіонти) не були близько спорідненими з жодним із сучасних типів, і невідомо, чи були взагалі тваринами. Деякі з них (петалонами) дуже нагадують морські пера; деякі інші (наприклад, цикломедуза, неміана) теж іноді інтерпретуються як кнідарії, але подібність може бути чисто зовнішньою. Викопні рештки кнідарій, які не мають твердого скелета, є рідкісними та локалізованими в небагатьох місцях зі специфічними умовами збереження. З іншого боку, кнідарії, які мають скелет, особливо коралові поліпи, залишили величезний літопис свого існування. Після того, як у кембрійському періоді виникли нечисленні корали, вони швидко еволюціонували та досягли найбільшого різноманіття у ранньому ордовику. Ці палеозойські корали представлено здебільшого таксонами пластинчастих, зморшкуватих та геліоїдних. Всі ці форми зникли наприкінці пермського періоду, під час масового пермського вимирання, що знищило до 95 % морських безхребетних.
Корали ряду Scleractinia вперше виникли в середньому тріасі, приблизно через 15 мільйонів років після пермського вимирання. Вони швидко захопили екологічні ніші, де раніше панували пластинчасті та зморшкуваті корали та стали домінантними рифоутворюючими організмами в мілких тропічних водоймах. З огляду на те, що корали дуже чутливі до якості води, змін освітлення, температури та солоності, їх викопні рештки дозволяють визначати географічні та кліматичні риси екосистем минулого.

## Екологія та життєвий цикл

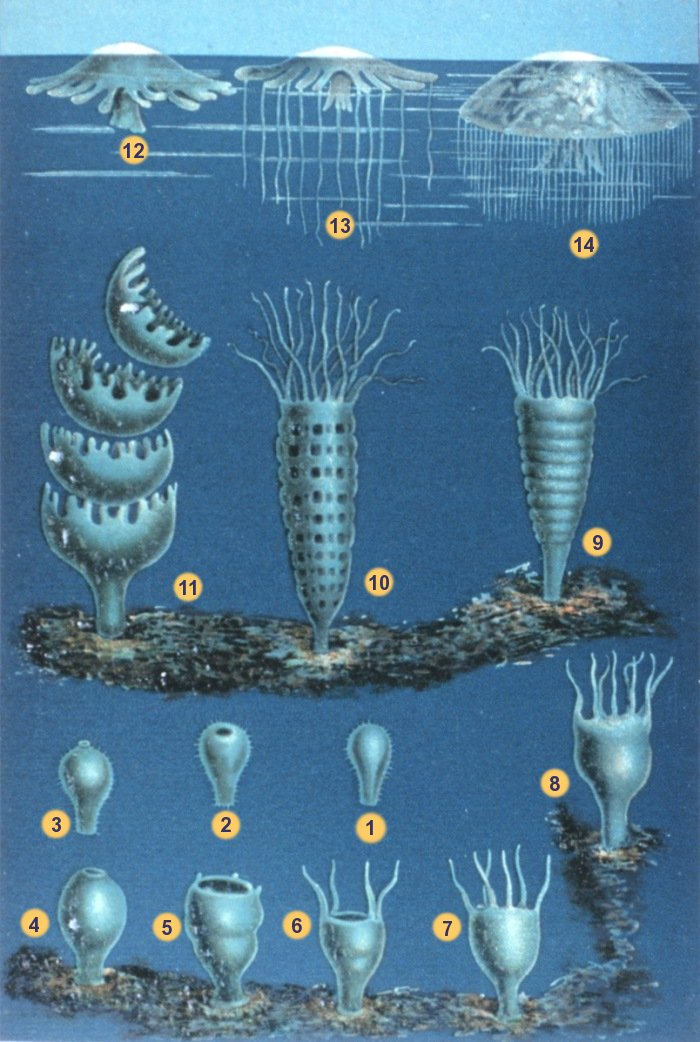
Життєвий цикл кнідарій. 1-8 — прикріплення планули і перетворення в сцифістому; 9-10 — полідискова стробіляція; 11 — відділення ефіри; 12-14 — розвиток ефіри в дорослу медузу.

Екологія кнідарій є складним предметом для вивчення, тому що представники цього типу, особливо корали, є складовими частинами і утворювачами найбагатших та найскладніших екосистем планети — коралових рифів. Інші кнідарії завдають великого впливу на екосистему відкритого океану як масові хижаки.
Загалом, кнідарії в екосистемах займають дві ніші. З одного боку, вони можуть полювати на здобич. З іншого боку, багато з них, особливо Anthozoa, залежать від зооксантел — симбіотичних водоростей-динофлагелят, які живуть в їхніх тканинах та живлять своїх хазяїв продуктами фотосинтезу. Зі свого боку, коралові поліпи живлять ці одноклітинні водорості продуктами свого вуглецевого метаболізму. Корали, таким чином, є фотосинтезуючими симбіотичними тваринами.
Деякі кнідарії майже абсолютно залежать від зооксантел. Інші ловлять тваринну здобич, але живляться і за допомогою симбіотичних водоростей. Але не всі корали мають симбіонтів — ті з них, які живуть на великих глибинах, де немає світла, таких водоростей не містять. Разом з тим колоніальні рифоутворюючі види значною мірою залежать від фотосинтезуючих симбіонтів. Таким чином, коралові рифи можуть утворюватись лише на невеликій глибині, в добре освітлених зонах. На фотографії коралового рифу, що опинився над поверхнею води під час відпливу, видно світлі плями — ця втрата симбіонтів, що її називають «відбілюванням», означає загибель колонії коралів.
У життєвому циклі кнідарій чергуються покоління поліпів та медуз, які розмножуються нестатевим та статевим шляхом відповідно. Класичне чергування поколінь показано на малюнку. Медузи відкладають яйця, з яких виходять личинки — планули. Личинки осідають на субстрат і перетворюються на поліпи, від яких потім відділяються маленькі медузи (нестатеве розмноження). Але в багатьох таксонах одне з поколінь (поліпа або медузи) може бути редуковано.